# آمریگو وسپوچی
آمریگو وسپوچی (به ایتالیایی: Amerigo Vespucci) کاشف و نقشه‌نگار ایتالیایی است که قاره غربی به نام او «آمریکا» نامیده می‌شود.
وی در ۹ مارس ۱۴۵۴ در شهر فلورانس در کشور ایتالیا به دنیا آمد و در ۲۲ فوریه سال ۱۵۱۲ میلادی درگذشت.
سفر دریایی آمریگو وسپوچی در سال ۱۴۹۷ یعنی پنج سال پس از سفر کریستف کلمب آغاز شد. هر دو برای دولت اسپانیا کار می‌کردند و هزینه سفرهای آنان را آن دولت پرداخت می‌کرد. وسپوچی چهار بار به نیمکره غربی (قاره آمریکا) سفر کرد، و نسبت به کریستف کلمب از مکان‌های بیشتری در قاره جدید بازدید کرد.
وسپوچی ادعا کرد که در سال ۱۵۰۱ در طول سفر پرتغالی خود متوجه شده بود که برزیل بخشی از قاره ای است که برای اروپایی‌ها جدید است و او آن را «دنیای جدید» نامیده‌است. این ادعا الهام بخش نقشه‌کش مارتین والدسیمولر شد تا دستاوردهای وسپوچی در سال ۱۵۰۷ را با استفاده از شکل لاتین «آمریکا» برای اولین بار در نقشه ای که جهان جدید را نشان می‌دهد، شناسایی کند. نقشه نگاران دیگر نیز از این روش پیروی کردند و تا سال ۱۵۳۲ نام آمریکا برای همیشه به قاره‌های تازه کشف شده الصاق شد.
هیچ مقامی برای نامگذاری نیمکره غربی که پیش از سفر اروپائیان مسکونی و در چند منطقه دارای تمدنی درخشان بود، نام آمریگو وسپوچی را پیشنهاد نکرده بود، بلکه این نام را «مارتین والدسیمولر» آلمانی بر قاره غربی نهاد؛ کار او ترسیم نقشه‌های جغرافیایی بر پایه اطلاعاتی بود که دریانوردان به او می‌دادند. وی بیشتر اطلاعات جغرافیایی مورد نیاز برای رسم نقشه‌هایش را از دریانوردان و همراهان گروه آمریگو وسپوچی دریافت می‌کرد. به همین علت در نقشه‌هایش از نام فرمانده گروه برای نامیدن قارهٔ جدید استفاده کرد.
این نام به تدریج بر سر زبانها افتاد و قاره غربی «آمریکا» خوانده شد.
مشخص نیست که آیا وسپوچی از این افتخارات آگاه بوده‌است یا خیر اما در سال ۱۵۰۵، با فرمان سلطنتی، او شهروند کاستیل شد و در سال ۱۵۰۸، به سمت شهردار خلبانی (مستر ناوبر) برای Casa de Contratación اسپانیا (خانه تجارت) در سویل منصوب شد، این پست تا قبل از مرگش در سال ۱۵۱۲به عهده داشت.